# تخم‌گذاری مزمن
تخم‌گذاری مزمن (به انگلیسی: Chronic egg laying) یک اختلال رفتاری و ناسازگار است که معمولاً در پرندگان خانگی دیده می‌شود که به‌طور مکرر در غیاب جفت، تخم‌های نابارور می‌گذارند. به‌ویژه در عروس هلندی‌ها، مرغ عشق‌ها، طوطی عشق‌ها، ماکائوها و طوطی آمازون رایج است. پرندگانی که رفتار مزمن تخم‌گذاری از خود نشان می‌دهند، پس از رسیدن به اندازه دسته‌تخم معمولی برای گونه‌های خاص خود، اغلب تخم‌ها را یکی پس از دیگری بدون توقف در تولید تخم می‌گذارند. تخم‌گذاری بیش از حد به بدن مرغ فشار وارد می‌کند، منابعی مانند کلسیم، پروتئین و ویتامین‌ها را از بدن او کم می‌کند و ممکن است سبب شرایطی مانند بستن تخم‌مرغ، پوکی استخوان، تشنج، افتادگی مجرای تخمدان یا التهاب صفاق شود که ممکن است سبب مرگ او شود.

## رفتار
برخلاف گربه‌ها، سگ‌ها و دیگر پستانداران خانگی، طوطی‌ها به‌طور معمول عقیم نمی‌شوند. در حالی که عقیم کردن طوطی ماده امکان‌پذیر است، اما این عمل دشوار و خطرناک است که به ندرت انجام می‌شود، مگر در شرایط شدید. در عوض، درمان و پیشگیری از رفتار مزمن تخم‌گذاری شامل اصلاح رفتار و تغییرهای محیطی است.
درمان هورمونی، مانند تزریق لوپرولید استات (لوپرون) یا ایمپلنت دسلورلین در زیر پوست ممکن است سبب توقف تخم‌گذاری شود، اما علت اصلی این رفتار را برطرف نمی‌کند.